# スワヴォミール・イジャック
スワヴォミール・イジャック（ポーランド語: Sławomir Andrzej Idziak, 1945年1月25日 - ）は、ポーランド・カトヴィツェ出身の撮影監督。

## 来歴
ポーランドで10本以上のクシシュトフ・ザヌッシ作品、初期のクシシュトフ・キェシロフスキ作品を手がけ、1990年代に入ってからはハリウッド作品の撮影にも参加している。

## 主な作品
- コンスタンス Constans (1980)
- 殺人に関する短いフィルム Krótki film o zabijaniu (1988)
- ふたりのベロニカ La Double vie de Véronique (1991)
- トリコロール/青の愛 Trois couleurs: Bleu (1993)
- ガタカ Gattaca (1997)
- アイ ウォント ユー I Want You (1998)
- プルーフ・オブ・ライフ Proof of Life (2000)
- ブラックホーク・ダウン Black Hawk Down (2001)
- キング・アーサー King Arthur (2004)
- ハリー・ポッターと不死鳥の騎士団 Harry Potter and the Order of the Phoenix (2007)